# Hypoptinae
Los hipoptinos (Hypoptinae) son una subfamilia de lepidópteros ditrisios perteneciente a la familia Cossidae con los siguientes géneros.

## Géneros
- Acousmaticus
- Givira
- Hypopta
- Langsdorfia